# 292

## Esdeveniments
- Alexandria (Egipte): En sufocar les revoltes del país, l'emperador romà Dioclecià ordena la crema de llibres de ciència.
- Roma: Constanci Clor es veu obligat a repudiar la seva dona, Helena de Constantinoble, per esdevenir cèsar.
- Pèrsia: Els nobles deposen Bahram III i coronen el seu oncle Narses en el tron sassànida.
- Tikal (Guatemala): Es realitzen les primeres inscripcions amb calendari de compte llarg autènticament maies en el que avui es coneix com a l'Estela 29.

## Naixements
- Tebes (Egipte): Sant Pacomi de Tabenna, monjo fundador del monaquisme cenobitic. (m. 348)